# Histoire de Lund

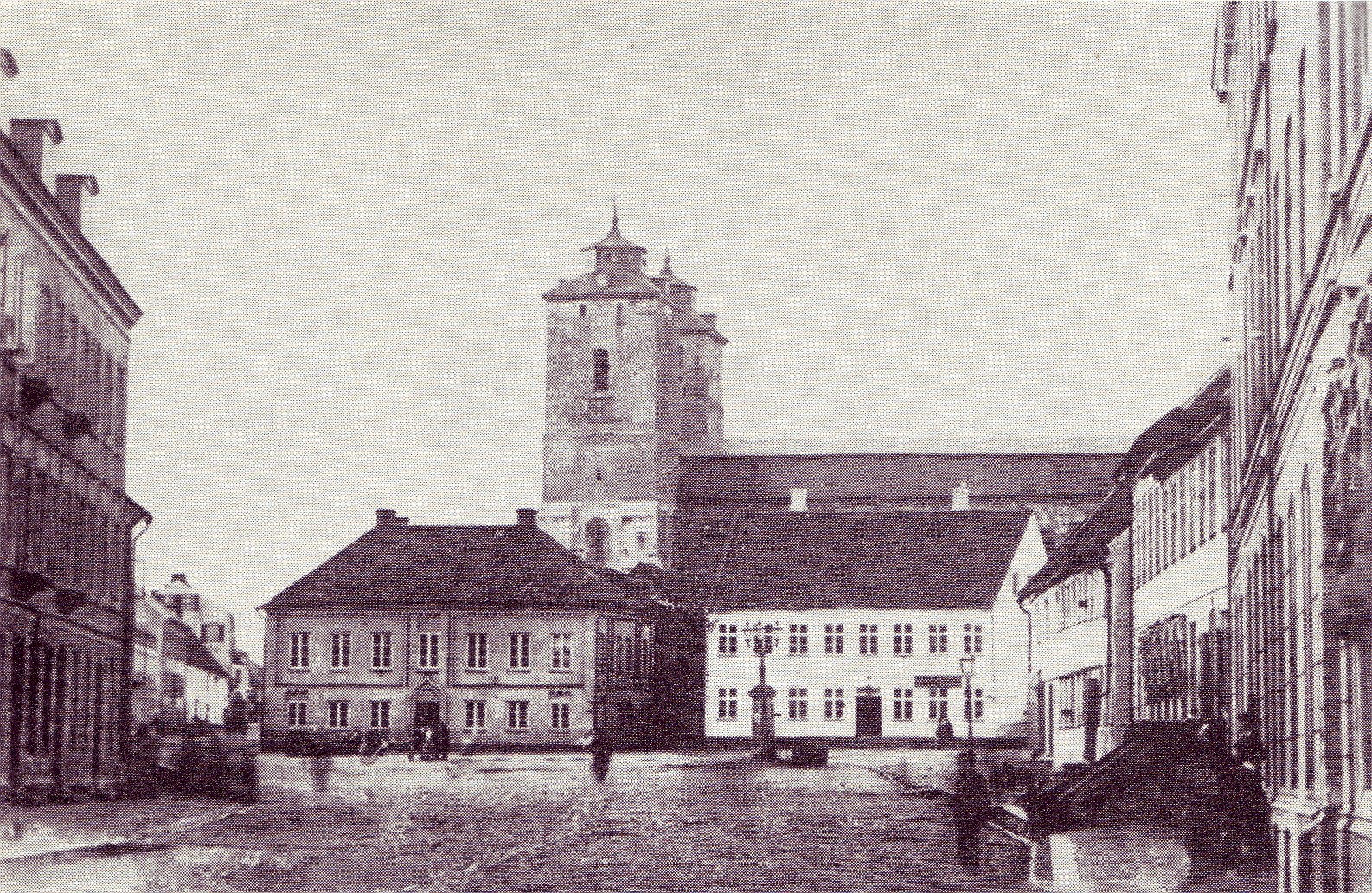
Stortorget, la place centrale de Lund, dans les années 1860.

Lund est l'une des plus anciennes villes de Suède bien qu'elle soit initialement une ville danoise. La date de fondation officielle de la ville est 990, cependant, des fouilles effectuées non loin de là, à Uppåkra, laissent penser que Lund date en fait du Ier siècle av. J.-C. et a été déplacé en 990 sur le site actuel.
La ville qui s'était développée sur le site d'Uppåkra était déjà probablement la ville la plus importante du Danemark à partir du Ve siècle, et lorsque l'actuelle Lund fut construite, la ville reprit naturellement cette importance. Ainsi, dès les premières années après sa fondation, une Monnaie fut installée dans la ville, et plusieurs marchés s'y tenaient, qui comptaient parmi les plus importants de la Scanie, elle-même plus importante région du Danemark. La ville s'imposa donc rapidement comme une ville commerciale de premier ordre, malgré l'absence d'ouverture sur la mer. Mais rapidement, Lund devint aussi un centre religieux important. Si les premières églises datent de la fondation de la ville, ce rôle s'accentua avec la création du diocèse de Lund en 1060 et ensuite la construction de la première cathédrale de Lund. Le roi du Danemark aspirait avant tout à s'affranchir de l'influence de l'archidiocèse de Hambourg-Brême, auquel était rattachée toute la Scandinavie. Ses requêtes finirent par être entendues par le pape, qui autorise en 1103 la formation d'un archidiocèse scandinave dont le siège serait Lund. La cité devient ainsi le centre religieux de toute la Scandinavie, et une nouvelle cathédrale s'élève à l'emplacement de l'ancienne.
Commença alors un véritable âge d'or qui dura presque durant tout le Moyen Âge. Les archevêques de Lund vont ainsi jouer un rôle central dans la politique danoise, étant parfois surnommés le "second du roi", et leurs propriétés vont s'étendre grâce aux dons et privilèges que leur cédera la couronne en remerciement de leur soutien. Le nombre de bâtiments religieux augmenta alors jusqu'à atteindre 27. L'économie de la ville continua sa croissance grâce aux échanges avec la puissante ligue hanséatique, et le pouvoir politique de la ville va s'étendre grâce au déplacement du Landsting (assemblée régionale) de Scanie à Lund.
Cependant, dans une ère où le commerce maritime est crucial, Lund perdit peu à peu son importance économique au profit de sa voisine Malmö, mais conserva son importance religieuse. Mais cette dernière subit fortement le contrecoup de la réforme protestante, qui s'installa peu à peu au Danemark au XVIe siècle. Presque toutes les églises et cloîtres furent fermés, et leurs propriétés réquisitionnées par le roi. Les problèmes de Lund furent encore aggravés par les nombreux conflits, principalement avec la Suède, qui affligèrent la Scanie au XVIe et XVIIe siècles. Outre les importantes levées de taxes, la ville fut à plusieurs reprises partiellement détruites par les offensives, en particulier en 1678. En 1658, le Danemark dut céder la Scanie et Lund à la Suède victorieuse (Traité de Roskilde).
Afin de "suédifier" les anciennes provinces danoises, la Suède décida de fonder l'université de Lund en 1666. Si l'université eut des débuts difficiles, elle parvint dans la seconde moitié du XVIIIe siècle à devenir prestigieuse. La ville reprit alors son développement, accompagné par une importante croissance démographique. Lund retrouva sa grandeur d'antan, et accueillit la première voie de chemin de fer nationale, puis la première autoroute de Suède. Cependant, la prédominance des activités liées à l'université perdura, l'industrialisation n'affectant la ville que marginalement. Cette industrialisation se renforça cependant au XXe siècle, avec le développement de nombreuses industries de haute technologie, en lien étroit avec l'université, qui sont, depuis, la base de l'économie de la ville.

## Uppåkra

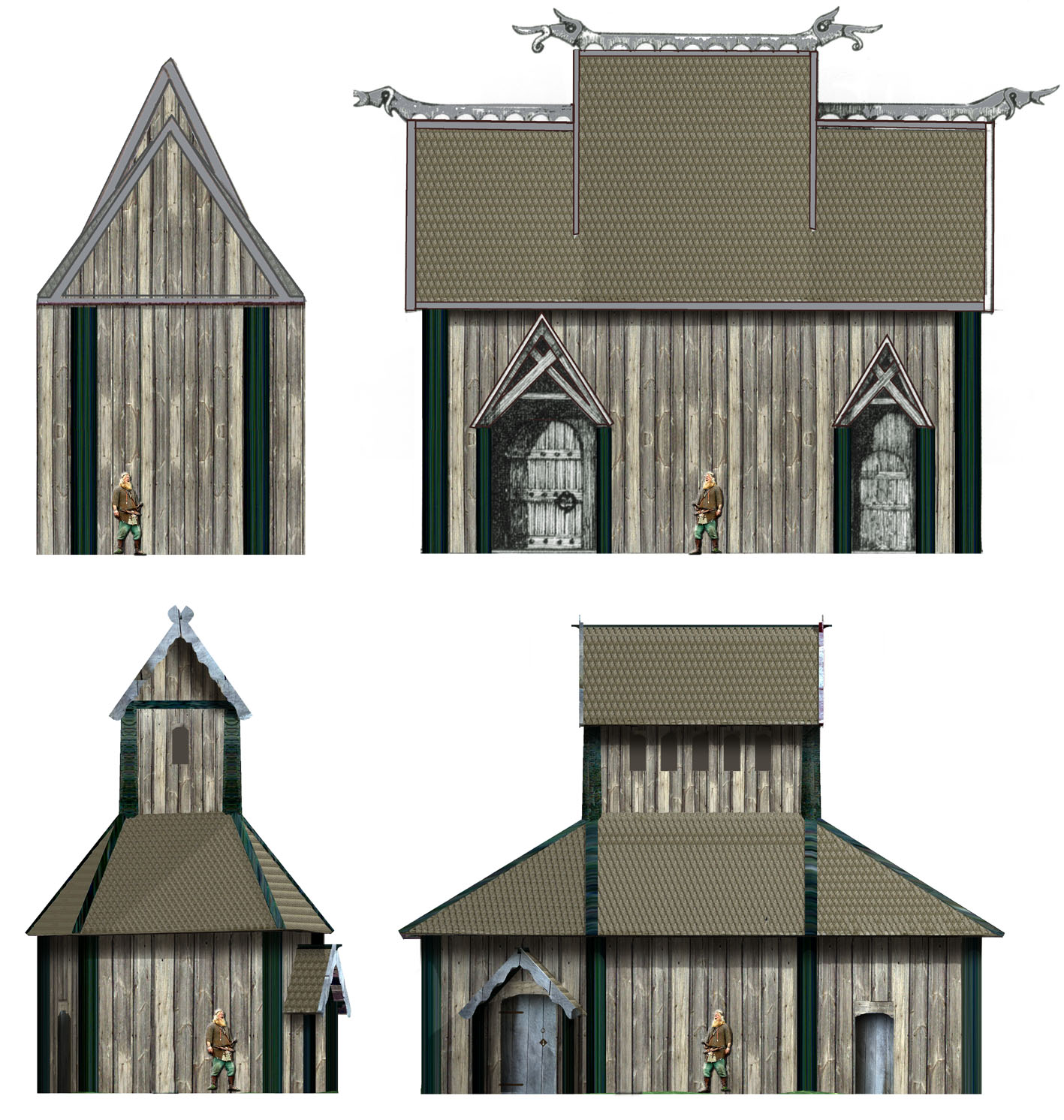
Reconstitution du temple d'Uppåkra.

En 1934, lors de la construction d'une ferme dans le village d'Uppåkra, à environ 5 kilomètres au sud de Lund, des objets datés d'environ 400 après Jesus-Christ furent découverts. Des fouilles plus approfondies ont été réalisées à partir des années 1990, et ont montré que l'actuel Uppåkra fut le site d'une occupation continue entre Ier siècle av. J.-C., et le Xe siècle. Ce village était probablement une place centrale de la Scanie et même de tout le Danemark à partir du Ve siècle.
De nombreux éléments montrent que ce village d'Uppåkra était probablement le prédécesseur de Lund. Premièrement, la ville de Lund fut fondée précisément à la fin de la période d'occupation d'Uppåkra. Mais aussi, le rôle central que possédait Uppåkra à cette époque a été repris par la ville de Lund; en particulier, le marché Tre högar marknad (le marché des trois tumulus), qui avait lieu tous les ans à Lund mais que l'on sait d'origine plus ancienne, avait probablement commencé à Uppåkra, dont deux tumulus (Storehög et Lillehög) sont connus. Il est même possible que le nom Lund soit celui de l'ancien village d'Uppåkra. En effet, alors que le nom Uppåkra n'apparaît que tardivement (1085 dans une lettre de donation à Lund), le nom Lund apparaît dans la saga d'Egill, fils de Grímr le Chauve, censée se dérouler avant la fondation de l'actuel Lund. De plus, le nom Lund se réfère à un bois sacré païen, ce qui convient mieux à l'ancienne ville païenne d'Uppåkra qu'à la ville catholique de Lund.
Quoi qu'il en soit, la présence d'Uppåkra fut un élément important pour la fondation de Lund à son emplacement actuel, car le réseau routier et la population de l'ancienne ville favorisait l'établissement de la nouvelle.

## Moyen Âge

### Fondation et développement du commerce

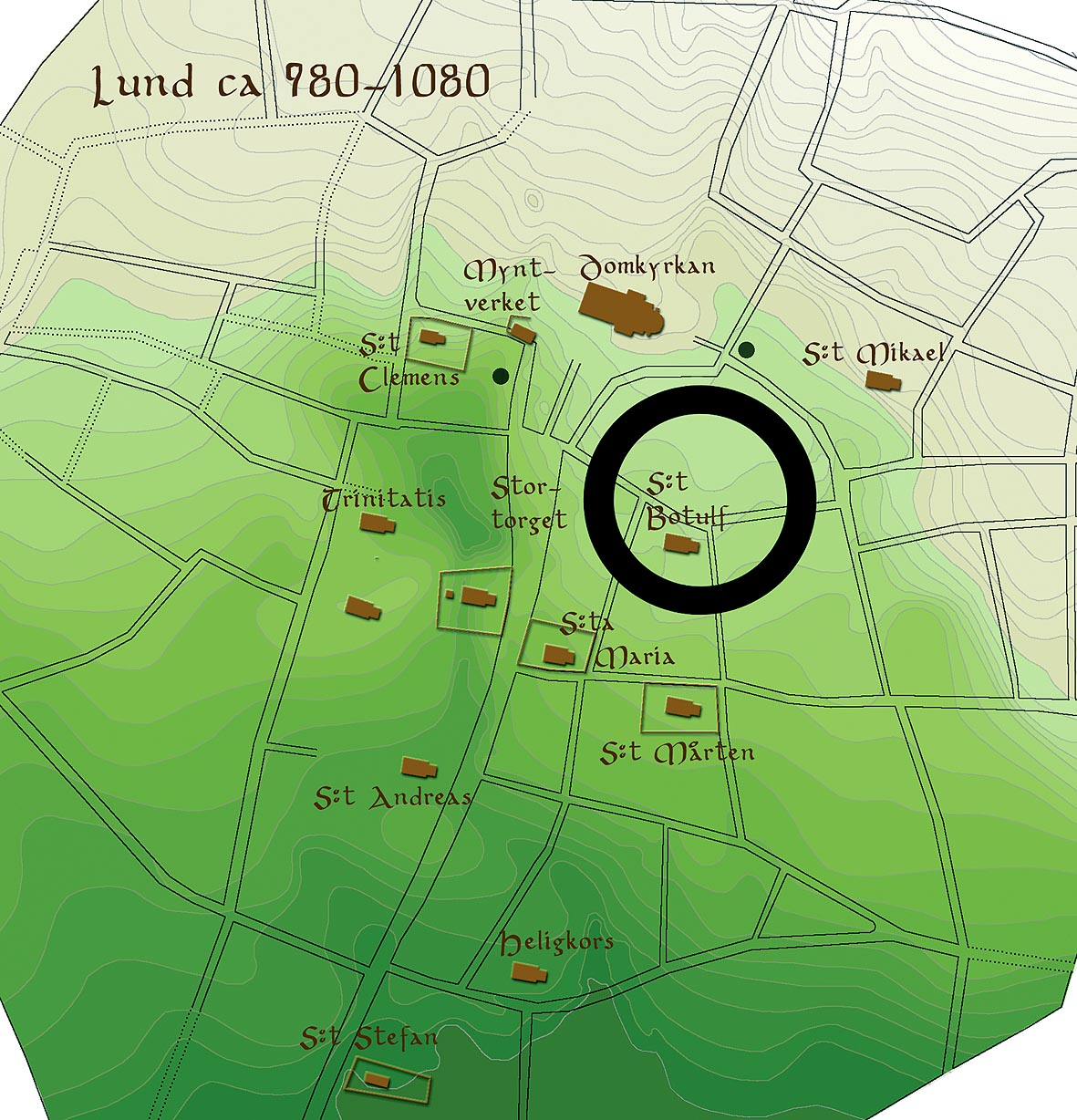
Lund autour de l'an 1000, on distingue la monnaie (Myntverket) au nord-ouest

La ville fut fondée à son emplacement actuel aux alentours de 990, probablement sur une initiative du roi Sven Ier de Danemark. Le commerce devint rapidement une activité prépondérante dans la ville. En particulier, durant tout le Moyen Âge, la ville accueillait au printemps le marché Tre högar marknad, qui attirait probablement des gens de toute la Scanie à Lund. Mais cette position commerçante fut encore renforcée lorsque le roi Knut II de Danemark installa dans la ville une monnaie, probablement en hiver 1019-1020, bien que des pièces avaient probablement déjà été frappées autour de l'an 995, sous le règne de Sven 1er. Le fait d'avoir une fabrique de monnaie était très prestigieux à l'époque, mais en plus, la fabrique de Lund était la plus importante de tout le Danemark: ainsi, alors que le pays comptait 9 fabriques, un tiers de toute la monnaie frappée au Danemark l'était à Lund. La fabrique reposait en grande partie sur le savoir-faire anglais, l'Angleterre étant à cette époque dirigée par Knut II.
Le roi installa aussi dans la ville peu après sa fondation une résidence (Kungsgården). En effet, à cette époque, le Danemark n'avait pas de véritable capitale; à la place, le roi était itinérant, et avait des résidences dans les villes les plus importantes, permettant d'accueillir lui et sa cour. Tout ceci tend à montrer que Lund était probablement la ville la plus importante du royaume à cette époque.

### Le siège de l'archidiocèse de la Scandinavie
Lund a été dès sa fondation une ville chrétienne. Une église en bois a été datée du début des années 990, au niveau de la rue Kattesund, à l'emplacement du musée Drottens Kyrkoruin, justifiant l'époque présumée de la fondation de la ville. Le Danemark faisait à cette époque, comme toute la scandinavie partie de l'archidiocèse de Hambourg-Brême, qui avait été chargé d'évangéliser la région. Cependant, le Danemark voyait d'un mauvais œil ceci, car il y voyait une menace contre son indépendance. Le roi Sven II de Danemark tenta en 1054 d'obtenir la création d'un archidiocèse du Danemark auprès du pape Léon IX. Bien que le pape n'était pas hostile à cette idée, l'archevêque Adalbert de Brême s'y opposa fermement, et l'archidiocèse ne fut pas créé. En 1060, Sven II divisa les trois diocèses qui composait alors le Danemark (Fionie, Seeland et Scanie) en dix, de façon à mieux justifier la formation de l'archidiocèse. Lund devient alors un évêché, tout comme sa voisine Dalby. En 1085, au plus tard, fut consacrée l'autel d'une première cathédrale à Lund, à l'emplacement de l'actuelle. En cette même année fut fondée Katedralskolan, qui devint ainsi l'école la plus ancienne des pays nordiques. Le fait pour Lund de devenir un évêché signifia une croissance en importance de la ville comparée aux autres villes importantes de la région, comme Helsingborg ou Ystad.
Un nouvel essai de création d'un archidiocèse eut lieu avec le nouveau pape Alexandre II, mais sans réponse. Enfin, en 1103, Éric Ier de Danemark profite d'un pèlerinage à Rome pour demander au pape Pascal II non plus la fondation d'un archidiocèse du Danemark, mais d'un l'archidiocèse scandinave. Cette fois-ci, le pape accepta et l'année suivante, l'évêque de Lund Ascer est fait archévêque. Cependant, cette décision ne convenait toujours pas à l'archevêché de Hambourg-Brême. De plus, le concordat de Worms en 1122 marqua la réconciliation entre la papauté et le Saint-Empire romain germanique après la querelle des Investitures. À la même période, des conflits de succession secouent la royauté danoise. Knud Lavard venait en effet d'être assassiné par Magnus Ier de Suède, et le futur Éric II de Danemark décida alors de mener une révolte contre Magnus et son père qui le soutenait, le roi Niels de Danemark. Ce dernier, pour s'assurer du support du Saint-Empire romain germanique, accepta de réintégrer la Scandinavie à l'archidiocèse de Hambourg-Brême le 27 mai 1133. Ascer prit alors en 1134 position en faveur d'Éric, et ils combattirent ensemble le 4 juin 1134 contre une armée menée par Niels et Magnus, lors de la bataille de Fotevik, près de Skanör. Cette bataille se conclut par une victoire d'Éric, et la mort de Magnus. Ascer mourut de vieillesse en 1137, et son successeur Eskil de Lund fit rétablir en 1138 l'archevêché de Lund.

### Âge d'or de Lund

#### L'archevêque de Lund et le pouvoir royal

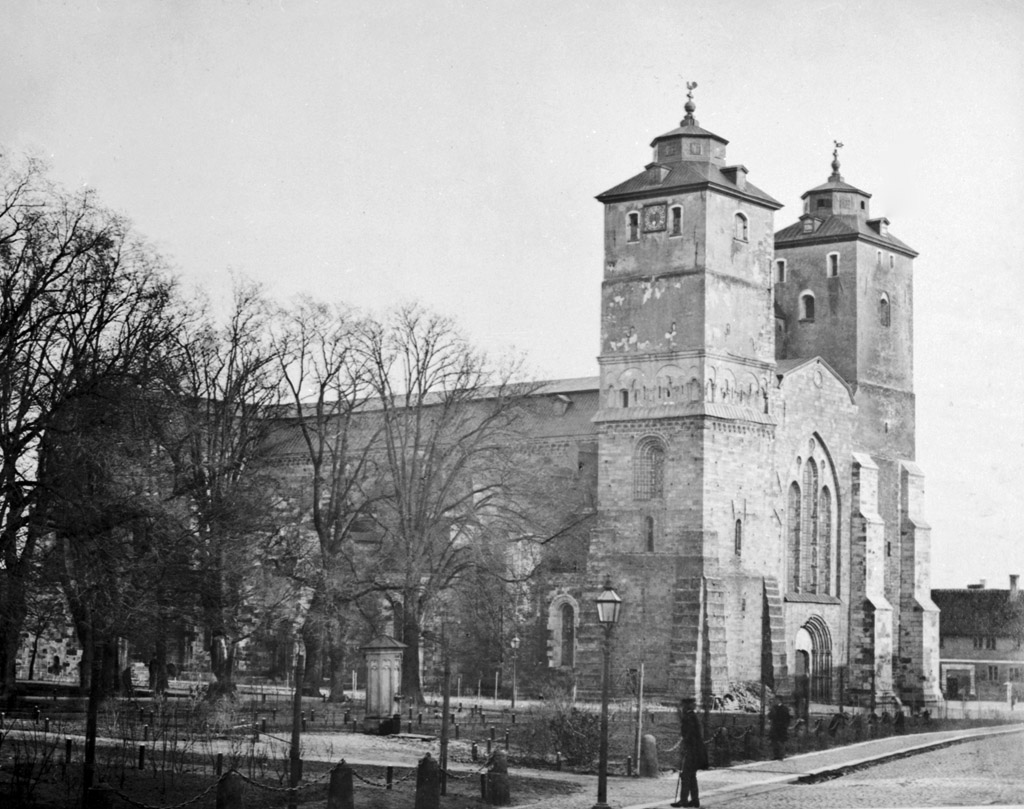
La cathédrale de Lund avant sa rénovation par Helgo Zettervall

À partir de l'établissement de Lund comme archevêché, la vie religieuse devint au centre de l'histoire de la ville. Mais les archevêques de Lund prirent rapidement une importance proche de celle du souverain lui-même. Pour remercier Ascer de son aide pour gagner le trône, Éric II concéda à l'archevêché plusieurs privilèges, qui permirent sa croissance économique,. En particulier, sous Ascer, le patrimoine de l'église augmenta considérablement. Une bibliothèque commença aussi à se constituer, dans la sacristie de la cathédrale dans un premier temps (les livres étaient à l'époque un bien très précieux). En 1145, l'actuelle cathédrale de Lund fut consacrée par Eskil, cette cathédrale n'avait aucun équivalent dans les pays nordiques.
Par la suite, l'implication de l’archevêque de Lund dans la vie et les conflits politiques continua, ce qui contribua encore à accroître le pouvoir de l'Église. Ainsi, lorsqu'Oluf II de Danemark se nomma roi de Scanie en 1138, défiant ainsi le roi Éric III de Danemark, Eskil prit parti contre Oluf, et se battit contre celui-ci aux côtés du roi. Cependant, cette bataille fut une défaite pour Eskil et le roi, et alors que Éric III se réfugia en Seeland, Eskil se réfugia à Lund, qui fut dès lors prit d'assaut par Oluf. Eskil dut alors promettre allégeance à Oluf, mais ne la respecta pas, s'enfuyant aussitôt en Seeland, où il constitua avec Éric une armée, et attaqua la future Landskrona, ce qui fut de nouveau une défaite. Oluf remplaça alors l'archevêque, et persuadé d'en avoir fini avec Éric, laissa ses armes à Lund; Éric attaqua alors une fois de plus, et ce coup-ci triompha. Eskil fut alors remercié de son aide par Éric, qui lui confia entre autres un quart des revenus de la monnaie de Lund, ce qui représente une somme énorme. Ces revenus réguliers permirent en particulier à Eskil d'établir de nombreux cloîtres dans tout le Danemark, dont en particulier le cloître Saint-Pierre (Sankt Peters Kloster) à Lund.
En 1152, la Norvège obtient la formation de son propre archidiocèse, l'archidiocèse de Nidaros, et ce fut au tour trois ans plus tard de la Suède avec l'archidiocèse d'Uppsala. Eskil tenta d'empêcher ce morcellement de son archidiocèse, et alla directement voir le pape, qui refusa de destituer ces deux archidiocèses, mais accepta de mettre l'archidiocèse d'Uppsala sous contrôle de celui de Lund (primatie). Cependant, cette perte n'affecta pas l'importance de Lund, qui était à cette époque la ville la plus importante du Danemark. Les rois danois se faisaient ainsi couronner dans la cathédrale, tels que Valdemar II de Danemark en 1202 et Éric IV de Danemark en 1232. En 1238, avec la construction d'un cloître franciscain, Lund atteint le nombre maximal de monuments religieux, plus aucun ne fut en effet construit avant 1891. Il y avait alors 27 églises et cloîtres dans la ville. Plusieurs incendies frappèrent la ville dans cette période : en 1172 et en 1234, ce dernier affectant tout particulièrement la cathédrale.
Cependant, ce pouvoir important de l'évêque amena avec lui le problème classique de la lutte du sacerdoce et de l'Empire. Ainsi, lorsque Jakob Erlandsen devint archevêque en 1253, sa volonté que le roi soit le bras droit de l'église et non le contraire mena à un important conflit avec le roi Christophe Ier entre 1255 et 1256. Durant ce conflit, l’archevêque menaça le royaume d'interdit si un quelconque évêque se sentait menacé par le pouvoir royal. L'archevêque finit par être arrêté et enfermé, et déclara alors selon sa menace l'interdit, mais celui-ci ne fut respecté qu'à Roskilde et Lund. À la mort du roi en 1259, son fils Éric V de Danemark fut couronné, et Jakob bannit alors l'évêque ayant pratiqué ce couronnement. Devant le surplus d'opposition à cet évêque, même au sein de l'Eglise, il fut chassé de l'archevêché par un envoyé du pape. L'histoire se répéta plus tard, avec l’archevêque Jens Grand (1289-1302), Jens s'opposant au roi Éric VI de Danemark qui se battait alors contre la Norvège. L'archevêque fut à son tour enfermé en 1294, mais s'échappa 20 mois plus tard, et s'exila sur l'île de Bornholm, d'où il prononça l'interdit. Le pape démit Jens en 1302.

#### Un centre politique et économique majeur

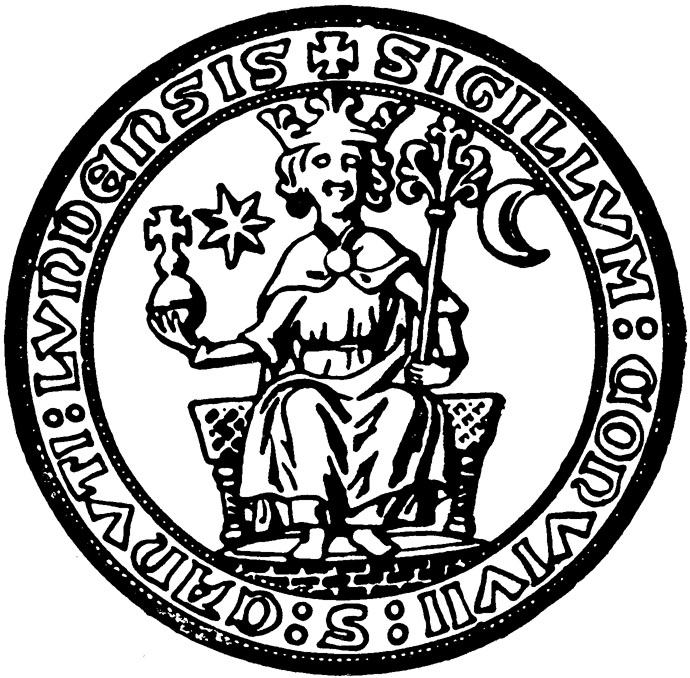
Le sceau de la guilde de Saint-Knud à Lund

En 1134, Éric II fit construire autour de la ville un mur (Stadsvallen), dont certaines sections sont encore visibles aujourd'hui. Il s'agissait alors probablement d'une palissade, mais qui fut améliorée au XIVe siècle par l'ajout d'un fossé. Le mur était percé de 4 portes, suivant les 4 points cardinaux.
Jusqu'à la fin du XIIe siècle, le Landsting (un Thing ou assemblée régionale) de Scanie se tenait à Arendala, à quelques kilomètres à l'ouest du centre de Lund. Lund était probablement un point d'arrêt important avant de rejoindre l'assemblée, mais il n'était à l'époque pas question de déplacer l'assemblée à Lund, cette dernière étant une place royale. Cependant, probablement grâce à la croissance de l'église, le pouvoir royal de Lund ne semblait plus suffisamment dissuasif, et le Landsting fut transféré à Lund. Lund est alors devenu le centre décisionnel de la Scanie, elle-même une des plus importantes régions du royaume danois.
Le commerce, initié par la fondation de la monnaie, continua à croître durant les XIIe et XIVe siècles. Une des principales raisons à cela était les privilèges de la ville. En effet, à cette époque, seuls les citoyens des villes avaient le droit de faire du commerce, ainsi que de pratiquer l'artisanat. Un élément principal du commerce à cette époque était le hareng, qui était pêché en abondance en Scanie. Celui-ci était alors exporté, en particulier vers les villes du nord de l'Allemagne, et la puissante ligue hanséatique. Malgré l'absence de contact direct de Lund avec la mer, la ville était à cette époque la capitale danoise du commerce avec l'étranger. En particulier, de nombreux marchés se tenaient dans la ville. Ceci entraîna une importante population étrangère, et en particulier allemande, dans la ville de Lund. Assez rapidement, selon le modèle de l'époque, les commerçants et artisans s'organisèrent en guildes dont en particulier des guildes de Saint-Knud. Il y avait à la fin du Moyen Âge probablement deux guildes de Saint-Knud dans la ville.
À cette période (XIIIe et XIVe siècles), la population de la ville atteignait probablement environ 3 000 habitants, ce qui est relativement important pour l'époque, en particulier en Scandinavie.

### Lund au sein des changements de pouvoir
En 1332, après un conflit l'opposant à son demi-frère, le roi Christophe II de Danemark fut rétabli roi, avec en particulier le soutien de Jean III de Holstein, à qui il cède alors la Scanie et le Seeland. Mais la Scanie se rebella contre l'occupation de Jean, et en particulier, la même année, toutes les personnes d'Holstein se situant à Lund furent tués. La Scanie prononça alors un accord avec la Suède pour la débarrasser des Allemands et devint en échange une possession suédoise en 1332. Ceci créa alors une situation relativement compliquée, Lund étant devenue suédoise, mais toujours à le siège de l'archidiocèse du Danemark. Autour de 1350, la peste s'abattit sur la région. Valdemar IV de Danemark récupéra finalement la Scanie en 1360. Il passe alors noël et le jour de l'an à Lund, et en profite pour rétablir les privilèges que la ville avait perdu.
En 1397, le Danemark forme avec ses voisins scandinaves l'union de Kalmar. Christophe de Bavière devient roi de cette union en 1441-1442, en grande partie grâce au soutien de l'archévêque de Lund Hans Laxmand. Pour le remercier, le roi concède de nouveaux privilèges à l'église de Lund. Cependant, Lund à cette période est maintenant nettement dépassée par Malmö comme principale ville marchande de Scanie, le roi y transfère donc la monnaie de Lund. Le 28 septembre 1448, Christian Ier de Danemark fut désigné roi du Danemark à Lund, mais la même année, la Suède désigna Charles VIII de Suède comme roi. Christian entra alors en conflit contre la Suède en 1451, mais en février 1452, Charles riposta en attaquant la Scanie. Avec une armée, qui aurait une taille de 64 000 hommes, il envahit la région avec comme objectif de la mettre à feu et à cendre. Il commença par détruire Helsingborg, puis se rendit à Landskrona où il proposa aux habitants de Scanie et à l'archeveché de le rejoindre. Landskrona accepta, mais aucune autre réponse n'arriva. L'armée se dirigea alors vers Lund, brûlant Borgeby au passage, et arriva à destination le 18 février. Il est dit que Charles proposa alors à l'archévêque de Lund Tuve Nielsen de le rejoindre, lui promettant de faire de lui un homme puissant, et que Tuve profita du temps de réflexion accordé pour se préparer à la bataille, avant de répondre qu'il ne pouvait être plus puissant qu'il ne l'était déjà. La bataille s'engagea alors, en particulier dans Lundagård, près de la cathédrale. Tuve et son armée parvinrent à mettre en échec l'armée suédoise, mais celle-ci, dans sa retraite mit feu à la ville. Cette bataille est l'une des plus destructrices qu'ait subies la ville de Lund, qui fut presque entièrement détruite, seules la cathédrale et quelques maisons en pierre furent encore debout après cette attaque.

## XVIeetXVIIesiècles: déclin

### La réforme protestante
Depuis le XIVe siècle, Lund avait perdu son importance économique de premier ordre au profit de Malmö. En outre, lorsqu'en 1479, la première université danoise fut créée, elle fut située à Copenhague, bien que sa création à Lund avait été proposée par le pape dans une lettre de 1475. Lund faillit même perdre le landsting, à la suite d'un nouveau conflit entre le roi (Christian II de Danemark couronné en 1513) et l’archevêque de Lund (Birger Gunnersen). En déplaçant le landsting à Landskrona, Christian II espérait minimiser l'influence de l’archevêque, cependant en 1514, ce dernier menaça le roi en invoquant le salut de son âme, et le landsting revint à Lund.
C'était donc à partir de cette époque l'Église qui assurait l'importance de Lund, y compris dans la vie économique. En particulier, la cathédrale, qui commençait à montrer des signes de vieillesse, fut rénovée par le sculpteur allemand Adam van Düren, qui en profita pour ajouter des éléments gothiques à l'édifice. Cependant, les problèmes arrivèrent vite dans le monde de l'Église aussi. Ainsi, à la mort de Birger, le 10 décembre 1519, il fallut choisir un nouvel archevêque. Christian II demanda de l'attendre pour le vote, mais l'Église choisit Aage Jepsen Sparre le 16 décembre. Christian n'accepta pas ce choix, et nomma à la place Jørgen Skodborg le 5 janvier 1520. Cependant, le pape ne voulut pas confirmer ce nouvel archevêque. Didrik Slagheck fut alors élu, mais toujours pas confirmé par le pape, qui l'estimait responsable de la mort de deux évêques lors du bain de sang de Stockholm, et il fut condamné à mort. Johan Weze le remplaça.
En parallèle, des problèmes politiques secouèrent le Danemark. En effet, la noblesse et le haut clergé entrèrent en conflit contre le roi, et le forcèrent à s'exiler en 1523, le remplaçant par Frédéric Ier de Danemark. En devenant roi, Frédéric désigna Aage Jepsen Sparre comme nouvel archevêque, mais cet archevêque ne fut toujours pas reconnu par le pape. Les paysans et bourgeois n'étaient pas en accord avec le nouveau roi, préférant Christian II. Ils menèrent alors une rébellion sous la direction de Søren Norby. Cependant, le 28 avril 1525, l'armée du roi décida de contrer, et attaqua les forces rebelles, que l'on estime à 8 000 hommes, situées à Lund. Cette bataille résulta en un véritable massacre, au moins 1 500 paysans ayant été tués. La rébellion fut ainsi réprimée.
Frédéric Ier de Danemark ainsi conforté se convertit au luthéranisme, et à Malmö, la réforme protestante commença à s'installer, avec, à partir de 1527, des offices protestants. Les hommes d'Église de Lund tentèrent de s'opposer, mais la position de l'archevêque était considérablement affaiblie par les difficultés susmentionnées. Cependant, les conflits politiques n'étaient pas finis, et dégénérèrent pour aboutir à une des principales guerres civiles du Danemark, connue sous le nom de la "guerre des comtes". En effet, à la mort de Frédéric, un conflit de succession commença, avec en trame de fond une guerre entre le catholicisme et le luthéranisme. Ce fut finalement le luthéranisme qui s'imposa avec la victoire de Christian III de Danemark, qui arriva au pouvoir en 1536, et proclama la réforme au Danemark.
Ceci affaiblit considérablement la position de Lund. Ainsi, tous les biens de l'église furent confisqués par la couronne. En particulier, l'archevêché possédait plus de 1 000 fermes et des domaines  dans tout le pays. Toutes les églises de Lund furent détruites l'année qui suivit, excepté celle du cloître Saint-Pierre. Les pierres de ces églises étaient récupérées pour fortifier le château de Malmö. Les cloîtres mirent plus de temps à disparaitre, excepté ceux considérés comme "trop catholiques". La cathédrale était maintenant la seule église de Lund, et plusieurs modifications ont eu lieu à l'intérieur, telles qu'un nouvel autel en 1577, une nouvelle chaire en 1592... 
Tous les domaines confisqués à l'Église furent rassemblés en un comté nommé Lundagårds län, puisque son siège était le jardin Lundagård, qui entoure la cathédrale, passé aussi sous le contrôle du roi avec la réforme. Ce comté passa sous le comté de Landskrona entre 1559 et 1576, puis sous le comté de Malmöhus. Pour accueillir le roi lors de ses visites, un nouveau bâtiment fut construit à partir de 1578 dans Lundagård, nommé Kungshuset.

### Une période de conflits
Lund était dorénavant une ville pauvre et insignifiante à l'échelle du pays, et ceci allait empirer. En effet, dans la crainte d'un conflit contre la Suède, le Danemark commença à lever des taxes de plus en plus importantes pour renforcer son armée. La guerre tant redoutée finit par se produire : en 1563, la guerre nordique de Sept Ans éclate. Bien qu'elle ne se déroula pas à Lund, la guerre affecta particulièrement la ville. En effet, comme toutes les villes danoises, la ville dut s'acquitter de taxes énormes, mais en plus à de nombreuses reprises, les troupes stationnèrent à Lund, et les habitants devaient fournir l'armée en vivres. La fin de la guerre en 1570 ne signifia pas la fin des levées de taxes, et Lund avait de grandes difficultés à rassembler les sommes demandées. Pour ne rien aider, la peste s'abattit sur le Danemark autour des années 1600.
La période sans conflit qui suivit permit à Lund de se développer quelque peu, mais de nouveau la guerre reprit. En 1644, une armée suédoise de 10 000 hommes menée par Gustaf Horn s'attaqua à la Scanie dans le cadre de la guerre de Trente Ans. L'attaque commença à Helsingborg, mais les troupes continuèrent et arrivèrent à Lund le 29 février 1644. L'armée suédoise resta ainsi dans la ville plusieurs mois, y établissant ses quartiers. Du fait de l'absence de véritable défense à Lund, tous les habitants de Lund ayant quelque possessions avaient déjà fui. L'armée suédoise renforça alors le "mur" médiéval stadsvallen. La ville voisine de Malmö résista à l'armée suédoise, et en 1645, le traité de Brömsebro fut signé marquant la fin du conflit. L'armée suédoise quitta alors Lund, mais laissa la ville dans un état déplorable, presque entièrement démolie.
Étant donné l'état de Lund, le roi danois décida de transférer plusieurs marchés importants ainsi que le Landsting à Landskrona, qui était en outre plus importante, et mieux fortifiée. Mais le Landsting revint de nouveau à Lund peu de temps aprèsLa guerre éclata de nouveau en 1657, ce qui aboutit le 26 février 1658 à la signature par le Danemark du traité de Roskilde, par lequel il cède la Scanie à la Suède. Lund est maintenant suédoise.

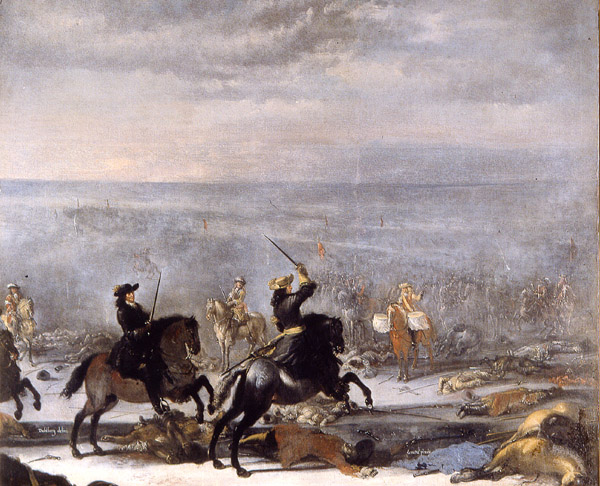
La Bataille de Lund, peinture de Johann Philip Lemke.

Mais le Danemark ne comptait pas laisser la Scanie à la Suède sans se battre. Ainsi, le 29 juin 1676, le Danemark arrive à Helsingborg, et commence l'invasion de la Scanie. Lund n'ayant toujours pas de protection majeure, malgré les travaux d'amélioration du Stadsvallen en 1644 et 1668, les Suédois de la ville se réfugièrent à Malmö. Lund se rendit alors sans bataille, les troupes danoises étant accueillies dans la liesse par les habitants. Rapidement, toute la Scanie tomba, excepté une fois de plus la ville fortifiée de Malmö. Lund, à proximité, est alors occupée par l'armée, et la fournit en ravitaillement.
Mais la Suède mena sa contre-offensive, et le 4 décembre 1676, les deux armées se retrouvèrent face à face juste au nord de Lund. La bataille qui s'ensuivit, connue sous le nom bataille de Lund fut la plus sanglante jamais menée sur le sol scandinave. Elle dura 25 heures, et sur près de 20 000 combattants en présence, environ 8 000 moururent, dont 3 000 Suédois. Cette bataille s'acheva sur une victoire suédoise et les Suédois finirent par reconquérir la Scanie. Cependant, lors d'une nouvelle attaque, Lund retourna entre les mains des Danois. Mais le 4 août 1678, l'armée danoise capitule à Kristianstad, marquant la victoire définitive de la Suède. La ville de Lund est alors abandonnée par l'armée danoise, qui par dépit la met en flamme. Plus de la moitié de la ville est détruite. Le traité de paix de Lund fut finalement signé, dans la cathédrale, sous l'arbitrage du français Isaac de Pas de Feuquières, dans la nuit du 26 au 27 septembre 1679.
Pour aider la ville à se reconstruire, le roi consent une exemption de taxe de quatre ans pour tous ceux qui reconstruisent des bâtiments. Les maisons était alors souvent reconstruites avec des colombages.
Entre 1700 et 1721, la Suède fut impliquée dans un important conflit, nommé la grande guerre du Nord. Le front se situait dans un premier temps loin de la Scanie, et n'influença que très peu la vie à Lund, excepté bien sûr l'augmentation des taxes et le départ de plusieurs personnes pour soutenir l'effort de guerre. Cependant, après la défaite suédoise de Poltava, le pays n'apparaissait plus invincible, et le Danemark décida donc de se joindre au conflit dans l'espoir de reconquérir la Scanie. L'armée attaqua de nouveau près d'Helsingborg le 2 novembre 1709, et arriva à Lund le 1er décembre, qui se rendit de nouveau sans combat. Lund servit une fois de plus de quartier général danois dans l'optique d'une attaque de Malmö, mais celle-ci n'eut finalement pas lieu, et les Danois furent repoussés le 5 mars par l'armée suédoise menée par Magnus Stenbock. La ville fut malheureusement une fois de plus touchée par un incendie, mais cette fois accidentel, en 1711. L'hôtel de ville et les archives qu'il contenait furent en partie détruits. Les malheurs continuèrent avec l'arrivée de la peste, qui sema la mort à Lund entre août 1712 et février 1713.
Dans la menace d'une nouvelle invasion par le Danemark, le roi Charles XII de Suède décida de s'installer à Lund en 1716, Lund ayant une position centrale dans le système routier de la région, et était donc la position idéale pour parer le plus rapidement possible une attaque sur la côte ouest de Scanie. Lund devient ainsi pendant un temps une sorte de capitale de la Suède. Cette présence eut un effet très bénéfique sur l'activité artisanale et marchande de la ville. Ce fut aussi l'occasion de la création du premier journal de Scanie à Lund en 1717. Le roi resta de façon quasi ininterrompue à Lund jusqu'au 11 juin 1718.

### La création de l'université

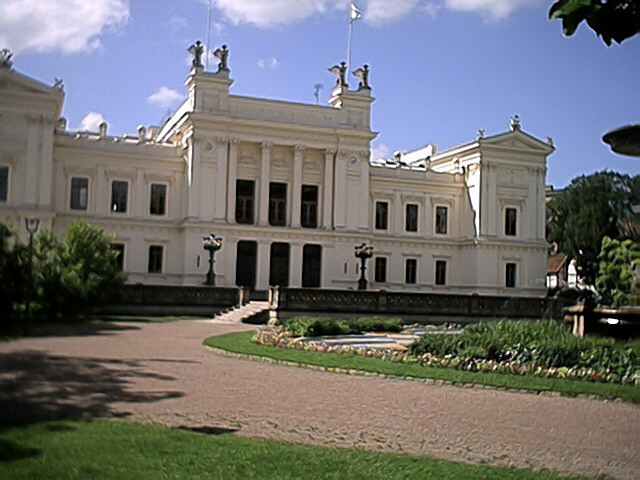
Bâtiment de l'université

Le 16 mars 1658, le roi Charles X Gustave de Suède visita Lund, mais ne fut pas impressionnée, la ville étant pauvre, et sans connexion à la mer. Le roi entama alors des travaux de suédification de la région nouvellement conquise. Il plaça des suédois aux postes importants, tel que le maire de Lund. Le roi décida de conserver les privilèges qu'avaient accordés le Danemark, mais il instaura aussi le système de taxe suédois. Pour assurer une meilleure levée des taxes, le mur de Lund fut amélioré en 1669.
Lors de sa visite en 1658, le roi avait discuté avec l'évêque de Lund, Peder Winstrup, de la création d'une université à Lund, afin de suédifier la région. Cependant, le roi mourut peu de temps après. Le projet de fonder une université dans le Götaland fut cependant repris au parlement, les villes possibles pour accueillir l'université étant Lund, Jönköping ou Göteborg. L'avantage de Lund résidait dans l'important capital de l'archevêché qui serait transféré à l'université; en effet, l'archevêché possédait 925 fermes dans toute la Scanie à comparer aux 300 que possédaient l'université d'Uppsala. Lund fut donc choisie en 1666 pour accueillir la nouvelle université nommée Regia Academia Carolinæ. L'université fut inaugurée le 28 janvier 1668 en grande pompe. Elle était divisée en 4 facultés : la faculté de théologie, la faculté de droit, la faculté de médecine et la faculté de philosophie. L'université n'avait pas de locaux propres, et utilisait donc la cathédrale, ainsi que l'église du cloître saint Pierre et le bâtiment Liberiet. La Suède n'ayant pas assez de professeurs disponibles, ce fut principalement des professeurs danois qui furent employés, mais la direction de l'université était assurée par des Suédois. Parmi les professeurs notables, citons Samuel von Pufendorf, nommé professeur de droit naturel. Même si cette université signifiait un nouvel espoir pour Lund, elle n'était considérée que comme une université de seconde zone, comparée à l'université d'Uppsala, et n'accueillait alors que très peu d'étudiants. De plus elle dut fermer durant la guerre de Scanie.

## Le renouveau

### Développement de l'université
À la fin de la guerre l'université reprit, et son rôle dans la "suédification" fut nettement accentué, les habitants s'étant montrés en faveur du Danemark durant le conflit. Le roi Charles XI de Suède donna à l'université de nouvelles sources de revenus, ayant lui-même utilisé les propriétés de l'université pour soutenir l'armée en guerre. En particulier, il confia Lundagård et Kungshuset à l'université, celle-ci ayant ainsi ses premiers bâtiments propres. Ces nouveaux revenus permirent à l'université d'employer de nouveaux professeurs, et par la même occasion, le nombre d'élèves augmenta. L'activité de l'université fut cependant interrompue de nouveau durant la peste de 1712, la plupart des professeurs et élèves ayant de toute façon fui, mais reprit rapidement.
L'ère de la Liberté en 1721 n'entraîna pas de modifications majeures pour Lund qui ne jouait pas de rôle majeur dans la Suède de l'époque. Cependant, à la fin du XVIIIe siècle, Lund retrouva de son éclat, avec l'université comme moteur et le début du XIXe siècle est considéré comme un âge d'or, avec Esaias Tegnér, Carl Adolph Agardh, Pehr Henrik Ling et d'autres qui vivaient et travaillaient dans la ville.

### La révolution industrielle

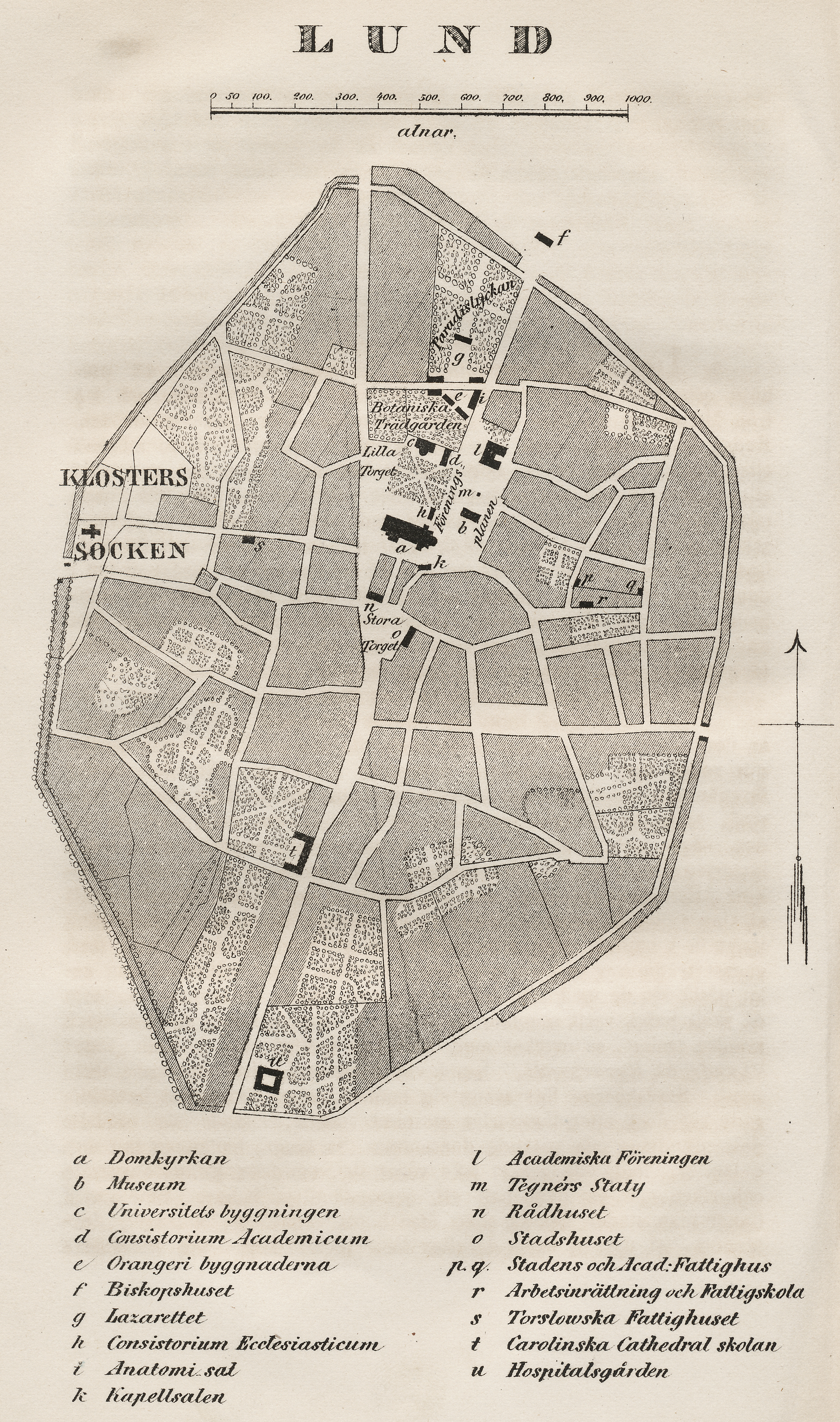
Lund dans les années 1850

En 1856, une ligne de chemin de fer fut construite de Malmö à Lund, prolongée les années suivantes vers le nord. Ceci donna naissance à la Révolution industrielle en Suède. Mais, la plupart des industries se sont installées à Malmö. Ceci, conjugué à la domination de l'université, des services médicaux et de l'église, a contribué à la faible industrialisation de Lund.
L'université, elle, continuait son développement. Plusieurs bâtiments furent construits, principalement au nord du Lundagård, dont le bâtiment principal, et l'hôpital universitaire de Lund. Le nombre d'étudiants atteint environ 1 000 en 1900.

### La croissance
Ce n'est qu'après la Seconde Guerre mondiale que Lund commença vraiment à croître. En 1950, la ville compte 40 000 habitants, cinquante ans plus tard, elle en compte plus du double. De nombreux quartiers comme Norra Fäladen, Östra Torn et Klostergården, l'école Lunds Tekniska Högskola et plusieurs routes importantes sont construits. La ville qui avait jusque là conservé son caractère médiéval le perd finalement en grande partie. Un projet de construction d'une autoroute de 42 m de large en plein centre-ville fut même proposé. Le projet fut finalement abandonné, même si de nombreux bâtiments avaient déjà été détruits. Ceci amena Lund à réfléchir à la planification urbaine, ce qui conduit à ce que de nombreuses rues du centre ville deviennent piétonnes.
En 1983, le premier parc scientifique de Scandinavie, Ideon, fut construit sur les terres, alors agricoles, au nord-ouest de la ville.